# Julius Spier
Pour les articles homonymes, voir Spier (homonymie).
 (juin 2017).
Si vous disposez d'ouvrages ou d'articles de référence ou si vous connaissez des sites web de qualité traitant du thème abordé ici, merci de compléter l'article en donnant les références utiles à sa vérifiabilité et en les liant à la section « Notes et références ».
Julius Spier (1887 – 1942), est un psychologue et chirologue juif allemand.

## Biographie
Julius Spier, né en avril 1887 à Francfort, est d'abord un employé de la Beer, Sondheimer & Co dans sa ville natale. En 1925, sa vie bascule : il fonde les Éditions Iris, suit une formation de chant classique et se rend à Zurich à la rencontre de Carl Gustav Jung. Il entre en analyse et se forme auprès de lui deux années durant. Jung l'incita à faire de la "psycho-chirologie" son métier, eu égard à son don pour lire dans les lignes de leur main les aptitudes et le caractère des gens. Il ouvre en 1929 un cabinet à Berlin, où il se spécialise donc dans l’établissement de diagnostics médicaux à partir de la morphologie et des lignes de la main, et il développe à partir d'eux une approche thérapeutique inspirée de l'enseignement jungien. Après avoir divorcé de sa première femme (dont il avait eu deux enfants, Ruth et Wolfgang), poussé par les persécutions nazies, il émigre à Amsterdam où sa sœur réside déjà. Il y ouvre un cabinet et sa technique de chirologie connaît un certain succès ; elle semble avoir été stupéfiante et fascinante pour beaucoup de ses contemporains, d'aucuns lui reconnaissant une "personnalité magique".
Son nom est associé à celui d'Etty Hillesum, jeune femme hollandaise d'origine juive, qu'il soigne de 1941 à sa mort en 1942 et sur laquelle il aura une profonde influence psychologique et spirituelle. C'est le journal intime d'Etty, Une vie bouleversée, qui a contribué à faire connaître la chirologie, et sa personnalité. Julius a 54 ans quand Etty le rencontre pour la première fois, le 3 février 1941, au 27 Courbetstraat à Amsterdam. Nouant une étroite relation avec lui, elle devient sa secrétaire et son élève. Quelles que soient les réserves que l'on peut émettre quant à sa déontologie de praticien, il est une figure essentielle du cheminement spirituel de la jeune femme, qui, au cours des quelque dix-huit mois que dureront leurs relations, naîtra à Dieu. Dans son journal, elle parle de lui comme l’«accoucheur de [son] âme».
Il est aussi un spirituel : il prie et médite la Bible chaque jour.
Il tombe malade au cours de l’été 1942 et meurt le 15 septembre, d’un cancer du poumon.

## Publications
- The hands of children : an introduction to psycho-chirology Routledge & Kegan Paul, (1944) sur Google Books.
- Worden wie je bent : inleiding tot de handleeskunde De Haan, (1982)
- Worden wie je bent : inleiding tot de handleeskunde / Julius Spier. Met een woord vooraf van Carl Gustav Jung. [Nederlandse vertaling: Administratief Centrum Bergeyk. Tekeningen: Wolfgang Simons] , De Haan, (1984)